# Tang Jing
Tang Jing (唐婧S, Táng JìngP; 8 giugno 1995) è una judoka cinese.

## Palmarès
- Giochi asiatici

Giacarta 2018: bronzo nei 63 kg.
- Campionati asiatico-pacifici

Fujairah 2019: bronzo nei 63 kg.